# Rapunzel – Neu verföhnt
Rapunzel – Neu verföhnt (englisch Tangled ‚Verheddert‘) ist ein US-amerikanischer Computeranimationsfilm von Nathan Greno und Byron Howard aus dem Jahr 2010. Er enthält Motive des Märchens Rapunzel der Brüder Grimm und gilt als der 50. Film der Disney Animation Studios im Meisterwerkekanon. Er wird mit Produktionskosten von mindestens 260 Millionen US-Dollar auf Platz zwei hinter Fluch der Karibik 3, dem teuersten Film aller Zeiten, gesehen. Inflationsbereinigt liegt er auf Platz 11 und somit gleichauf mit Filmen wie Cleopatra und Titanic. Demgegenüber steht ein weltweites Einspielergebnis von rund 570 Millionen US-Dollar.

## Inhalt
Gothel ist eine sehr alte Hexe, die sich mithilfe einer magischen Blume regelmäßig verjüngt. Durch einen Zufall wird mit der Blume ein Heiltrank für die todkranke, schwangere Königin hergestellt. Die Königin wird gesund; die Verjüngungskraft geht dabei auf die kurz darauf geborene Rapunzel über. Beim Singen eines bestimmten Liedes beginnen ihre Haare zu leuchten und entfalten dieselbe Wunderkraft wie zuvor die Blume. Da die magische Wirkung nicht in den Haaren, sondern in Rapunzel selber liegt, entführt Gothel das Kind und zieht es in einem geheimen, einsamen Turm als eigene Tochter auf, um auch weiterhin die verjüngende Wirkung nutzen zu können.
Der Dieb Flynn Rider, der zusammen mit den Brüdern Stabbington die Krone der verschwundenen Prinzessin gestohlen hat, betrügt seine Kumpane auf der Flucht vor der Palastwache und flieht in Rapunzels Turm, den er durch Zufall findet. Es gelingt der nun 17-jährigen Rapunzel, den Eindringling zu überwältigen und die Krone zu verstecken. Sie überredet den Fremden, ihr bei der Ergründung eines Himmelsphänomens zu helfen, wofür sie den Turm verlassen muss. Im Gegenzug erhält Rider die Krone zurück, deren Bedeutung Rapunzel unbekannt ist. Rapunzel schickt Gothel, die zwischendurch auftaucht und vor deren Augen Flynn Rider versteckt gehalten wird, unter einem Vorwand auf eine Drei-Tages-Reise in den Wald. Dann zieht sie zusammen mit Rider und dem Chamäleon Pascal (das ihr immer zur Seite steht) los, später auch begleitet von dem Pferd Maximus, das sich aber eher wie ein Hund verhält.
Da das Himmelsphänomen, eigentlich Himmelslaternen, die vom Königspaar jährlich zu Rapunzels Geburtstag steigengelassen werden, vom königlichen Schloss ausgeht, fürchtet Rider den eigentlichen Zweck der Reise. Er führt Rapunzel in ein zwielichtiges Lokal, aus dem beide beim Auftauchen der Palastwache durch einen Geheimtunnel fliehen können. Auf der Flucht offenbart Rapunzel die Heilkraft ihrer Haare.
Gothel, die inzwischen die Flucht Rapunzels bemerkt und im Turm die Krone und einen Steckbrief Flynns gefunden hat, trifft auf der Suche nach Rapunzel die Stabbington-Brüder. Sie überredet die Brüder, ihr bei einem Plan zu helfen, mit dem sie sich an Flynn Rider rächen können und der Rapunzel zurück in ihr Gewahrsam bringt. Zunächst versucht sie noch einmal erfolglos, Rapunzel zur Rückkehr zu bewegen. Gothel weist darauf hin, dass Rider nur hinter der Krone her sei. Damit Rapunzel es selber überprüfen kann, übergibt Gothel ihr die Krone.
Am nächsten Tag betreten Rapunzel und Rider das Schloss. Am Abend schauen sie sich die Laternen vom See aus an. Bei dieser Gelegenheit übergibt Rapunzel die Krone. Rider sieht am Ufer die Stabbington-Brüder und will die Krone zurückgeben. Während Rapunzel im Boot wartet, schlagen die Brüder Rider bewusstlos, fesseln ihn an ein Segelboot und lassen ihn zusammen mit der Krone auf den Steg des Schlosses zutreiben. Rapunzel gegenüber beschreiben sie es als „Betrug“ Riders gegenüber Rapunzel. Als die Brüder versuchen, Rapunzel zu entführen, überwältigt Gothel die beiden und bringt Rapunzel zurück in den Turm. Währenddessen wird Rider zum Tode verurteilt.
Rider wird von den zwielichtigen Gestalten aus dem früher besuchten Lokal gerettet. Aufgrund verschiedener Hinweise, die sie während der Reise gesammelt hat, schließt Rapunzel, dass sie die gesuchte Prinzessin ist, und versucht, aus dem Turm zu fliehen. Gothel fesselt sie, und als Rider zur Rettung kommt, sticht Gothel ihn nieder. Rapunzel will seine Wunde heilen, was Gothel erst zulässt, als Rapunzel ihr im Gegenzug verspricht, danach mit ihr zu gehen und nie wieder zu fliehen. Bevor es dazu kommt, schneidet der sterbende Rider Rapunzels Haare ab, die daraufhin ihre magische Wirkung verlieren. Gothel altert wieder und gerät dabei so sehr außer sich, dass sie aus dem Fenster des Turmes stürzt und stirbt. Als Rider in Rapunzels Armen stirbt, weint sie. Die Tränen enthalten jedoch noch die magischen Fähigkeiten, eine trifft Riders Wange und belebt ihn wieder. Rapunzel und der geheilte Rider kehren in das Schloss zurück, wo sie feierlich empfangen werden und Jahre später heiraten.

## Produktion und technischer Aspekt

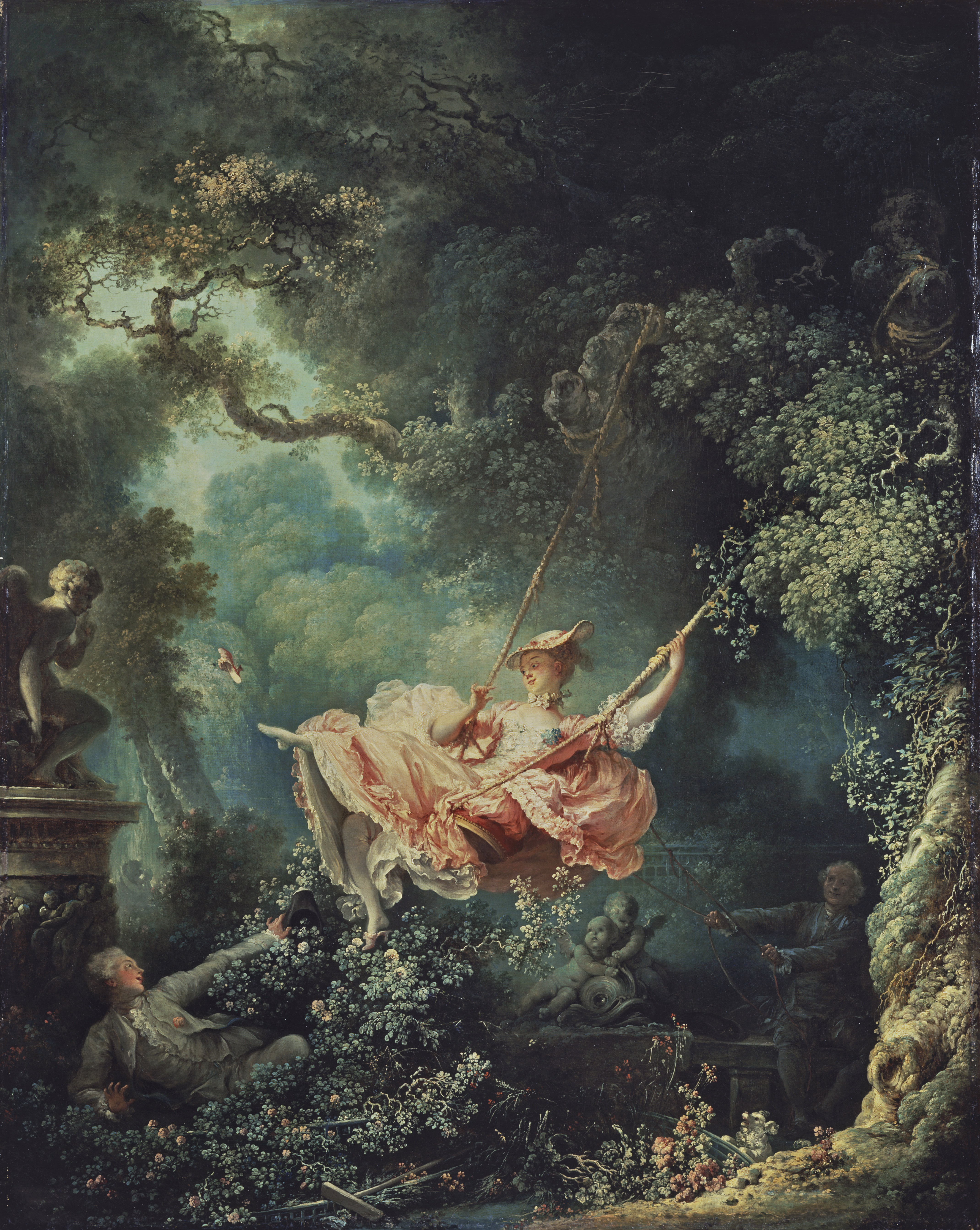
Die Schaukel, Stilvorlage für Rapunzel

Rapunzel – Neu verföhnt ist der 50. Disney-Animationsfilm. Er entstand als 3D-Computeranimation.
Der Film erlebte seine US-Premiere am 24. November 2010. In Deutschland kam er am 9. Dezember 2010 in die Kinos. In Österreich wurde er wegen des gesetzlichen Feiertags bereits am 8. Dezember gestartet.
Der optische Stil des Films orientiert sich an Gemälden des im 18. Jahrhundert lebenden französischen Rokoko-Künstlers Jean-Honoré Fragonard, insbesondere an dem Gemälde Die Schaukel. Dieser Stil wird als „romantisch und üppig“ bezeichnet.
Animation Supervisor Glen Keane wollte diesen Film wie einen traditionellen, handgezeichneten Disney-Klassiker in 3D wirken lassen. Aus diesem Grund führte er ein Seminar mit dem Namen „The Best of Both Worlds“ (engl. für „Das Beste beider Welten“) durch, bei dem er mit 50 Animatoren die Vor- und Nachteile von CGI-Animationen und Handzeichnungen diskutierte und bei dem darüber gesprochen wurde, wie man die Stärken beider Genres in einem Film vereinen könnte. Der Film wurde sowohl von klassischen Zeichnern als auch von Computeranimatoren entwickelt. Um den Film nach Keanes Vorstellungen zu gestalten, wurden speziell für diesen Film neue Techniken entwickelt. Die handgezeichneten Figuren wurden mit computeranimierten 3D-Bildern gefüllt. Um die Wirkung einer Zeichnung zu erzeugen, verwendete man nicht-fotorealistische Render-Techniken, was die Oberfläche wie gemalt aussehen lässt und trotzdem Tiefe und Dimensionen erzeugt.
Die Liedauswahl im Abspann wurde zum Teil den Ländern angepasst, in denen der Film jeweils aufgeführt wird. So wird in der deutschen Version während der Abschlusstitel nach Something That I Want von Grace Potter Endlich sehe ich das Licht von Monrose gespielt.

## Synchronisation
| Rolle                          | Originalsprecher & Originalgesang | Deutsche Sprecher                                                             |
| ------------------------------ | --------------------------------- | ----------------------------------------------------------------------------- |
| Rapunzel                       | Mandy Moore                       | Alexandra Neldel Pia Allgaier (Gesang Erwachsene) Paula Seifert (Gesang Kind) |
| Eugene Fitzherbert/Flynn Rider | Zachary Levi                      | Moritz Bleibtreu Manuel Straube (Gesang)                                      |
| Gothel                         | Donna Murphy                      | Monica Bielenstein Christine Leyser (Gesang)                                  |
| Die Stabbington-Brüder         | Ron Perlman                       | René Marik                                                                    |
| Hakenhand                      | Brad Garrett                      | Axel Lutter Bernd Wippich (Gesang)                                            |
| Zinken                         | Jeffrey Tambor                    | Thomas Amper                                                                  |
| Hauptmann der Palastwachen     | M. C. Gainey                      | Jörg Hengstler                                                                |
| Vladimir                       | Richard Kiel                      | Tilo Schmitz                                                                  |
| Stummel                        | Paul F. Tompkins                  | Friedrich G. Beckhaus                                                         |

Die musikalische Leitung der Aufgabe, die Originaltexte ins Deutsche einzusingen, übernahm Thomas Amper. Die weiteren Synchronarbeiten fanden bei der FFS Film- und Fernseh-Synchron GmbH statt, Katrin Fröhlich schrieb das Dialogbuch und führte die Dialogregie. Der ursprüngliche Name des Diebes „Bastion“ wurde im aktuellen Drehbuch in „Flynn“ abgeändert. Außerdem wurden alle Hauptrollen umbesetzt, so dass Mandy Moore, Zachary Levi und Donna Murphy die ursprünglich als Sprecher angekündigten Kristin Chenoweth, Dan Fogler und Grey DeLisle ersetzten.

## Rezeption
Rapunzel erhielt ein sehr gutes Presseecho, was sich auch in den Auswertungen US-amerikanischer Aggregatoren widerspiegelt. So erfasst Rotten Tomatoes größtenteils positive Besprechungen und ordnet den Film dementsprechend als „Zertifiziert Frisch“ ein. Laut Metacritic fallen die Bewertungen im Mittel „Grundsätzlich Wohlwollend“ aus. Auch das Publikum war begeistert. So vergaben US-Kinobesucher einen seltenen CinemaScore von A+ entsprechend der deutschen Schulnote 1+.

„Anders als der Trailer vermuten lässt, ist Rapunzel – Neu verföhnt kein freches Trickabenteuer à la Küss den Frosch oder ein Anarchospaß wie Shrek geworden. Stattdessen setzen die Regisseure Nathan Greno und Byron Howard (Bolt – Ein Hund für alle Fälle) auf klassische Disney-Motive wie einen drolligen Sidekick – in diesem Fall das Chamäleon Pascal – und eine liebevoll erzählte, aber überraschend unoriginelle Lovestory. Dafür peppen sie ihr märchenhaft schön animiertes 3D-Märchen mit rasanten, kindgerechten Actionsequenzen auf, in denen Rapunzels Mähne das Wort ‚haarig‘ ganz neu definiert.“

„Tangled ist eine schöne und stimmungsvolle Umsetzung der klassischen Geschichte. Ein bisschen frisiert, mit glatten Charakteren angereichert und wundervoll animiert, entpuppt sich der Film für jeden Disneyfan als Hingucker. Ein schöner Film, der allerdings ein bisschen mehr Pepp im Mittelteil vertragen hätte.“

„Große Emotionen, komische Momente, bezaubernde Songs und eine gelungene Story voller Tempo. Die 3D-Effekte sind toll, aber sie sind es nicht allein, die den Film absolut sehenswert machen! Der Film wird übrigens nicht nur Mädchen gefallen. Rapunzel ist schön, klug, gütig und das alles, aber Flynn Rider ist ein famoser Bursche. So verwegen und cool wie er wäre wohl jeder Junge gern – kleine wie große.“

„Ein reizvoller Umgang mit der 3D-Technik, ein geschickter dramaturgischer Mix aus Komik, Romanze, Songs und Action sowie liebevolle Figurenzeichnungen machen den Film zum stimmigen Kinomärchen.“

„Absolutes Prunkstück von Rapunzel – Neu verföhnt bleiben aber die beiden tierischen Sidekicks, obwohl keiner von ihnen auch nur ein Wort spricht. Bei deren stummen Slapstick-Einlagen hätte wohl selbst Großmeister Charlie Chaplin in Sachen Timing nicht viel besser machen können. […] Dass die 3D-Animationen technisch vom Feinsten sind, ist bei einer Produktion dieser Preisklasse eigentlich kaum noch der Rede wert. Viel wichtiger ist, dass es den Disney-Animatoren im Gegensatz zum auf modern getrimmten Bolt hier erstmals gelungen ist, den unverwechselbaren Charme der klassischen Zeichentrickfilme in die dritte Dimension hinüberzuretten.“

Rapunzel war 2011 für einen Golden Globe Award in den Kategorien bester Filmsong (I See the Light) und bester Animationsfilm nominiert, konnte aber keinen der beiden Preise gewinnen. Im selben Jahr folgte eine Oscar-Nominierung für I See the Light. Bei den Tokyo Anime Awards 2012 wurde der Film als bester ausländischer Animationsfilm ausgezeichnet.

## Fortsetzungen
Im Jahr 2012 produzierte Disney den siebenminütigen Kurzfilm Rapunzel – Verföhnt, Verlobt, Verheiratet (Originaltitel Tangled Ever After), in dem die Hochzeit von Rapunzel und Rider dargestellt wird. Unmittelbar vor der Ringübergabe verlieren die Trauzeugen Maximus und Pascal die Eheringe, die die Schlosstreppen herab in die darunter liegende Stadt fallen. Die beiden Tiere hetzen hinterher und richten bei der Jagd einen immensen Schaden an, doch sie können den Eheleuten pünktlich die Ringe geben und sind selig – bis Maximus unabsichtlich die Hochzeitstorte anstößt und sie wiederum die Schlosstreppe herabfällt.
Am 10. März 2017 wurde in den USA erstmals der Fernsehzeichentrickfilm Tangled: Before Ever After ausgestrahlt, der in Deutschland unter dem Titel Rapunzel: Für immer verföhnt lief. Er hat eine Spielzeit von 57 Minuten. Außerdem wurde von 2017 bis 2020 die Zeichentrickserie Tangled: The Series ausgestrahlt, die in Deutschland unter dem Titel Rapunzel – Die Serie läuft. Sie besteht aus 68 Episoden. Ferner existieren die Kurzfilm-Reihen „Short Cuts“ (9 Folgen) und „Inside the Journal“ (20 Folgen).

## Veröffentlichungen
DVD
- Rapunzel – Neu verföhnt. Walt Disney Studios Home Entertainment, 2010.
- Rapunzel – Neu verföhnt. Special Collection. Walt Disney Studios Home Entertainment, 7. April 2011.[21]
- Disney Classics 50: Rapunzel – Neu verföhnt. Walt Disney Studios Home Entertainment, 18. Januar 2018.

Blu-ray
- Rapunzel – Neu verföhnt. Walt Disney Studios Home Entertainment, 7. April 2011.[22]
- Rapunzel – Neu verföhnt. 2-Disk-Set: Blu-ray 2D + 3D. Walt Disney Studios Home Entertainment, 15. April 2011.[23]
- Disney Classics 50: Rapunzel – Neu verföhnt. Walt Disney Studios Home Entertainment, 18. Januar 2018.[24]